# Alfombra de Veramin
La alfombra de Veramin es un tipo de alfombra persa. Se confecciona en la ciudad del mismo nombre, a un centenar de kilómetros al sur de Teherán.

## Descripción
Para el campo de la alfombra de Veramin se usan tres tipos de decoración: el zil-i sultan, el minah-khani y la decoración de flores y animales, que consiste en un campo recubierto de ramaje y arbustos entre los que se hallan repartidos, sin orden, varios animales, principalmente ciervos y leones, inspirados en los miniaturistas persas del siglo XVI.
Se usan bastantes colores, a causa de la diversidad de los motivos utilizados.
El borde es más bien reducido con respecto al campo; la banda principal está encuadrada por dos bandas secundarias, rodeadas a su vez por dos bandas estrechas. Estas bandas son muy importantes para distinguir una alfombra de Veramin o de Teherán de otras alfombras con decoraciones similares. Estas bandas pequeñas están decoradas con una sucesión de dentículos formados por triángulos y rombos unidos por el vértice.

## Gallery

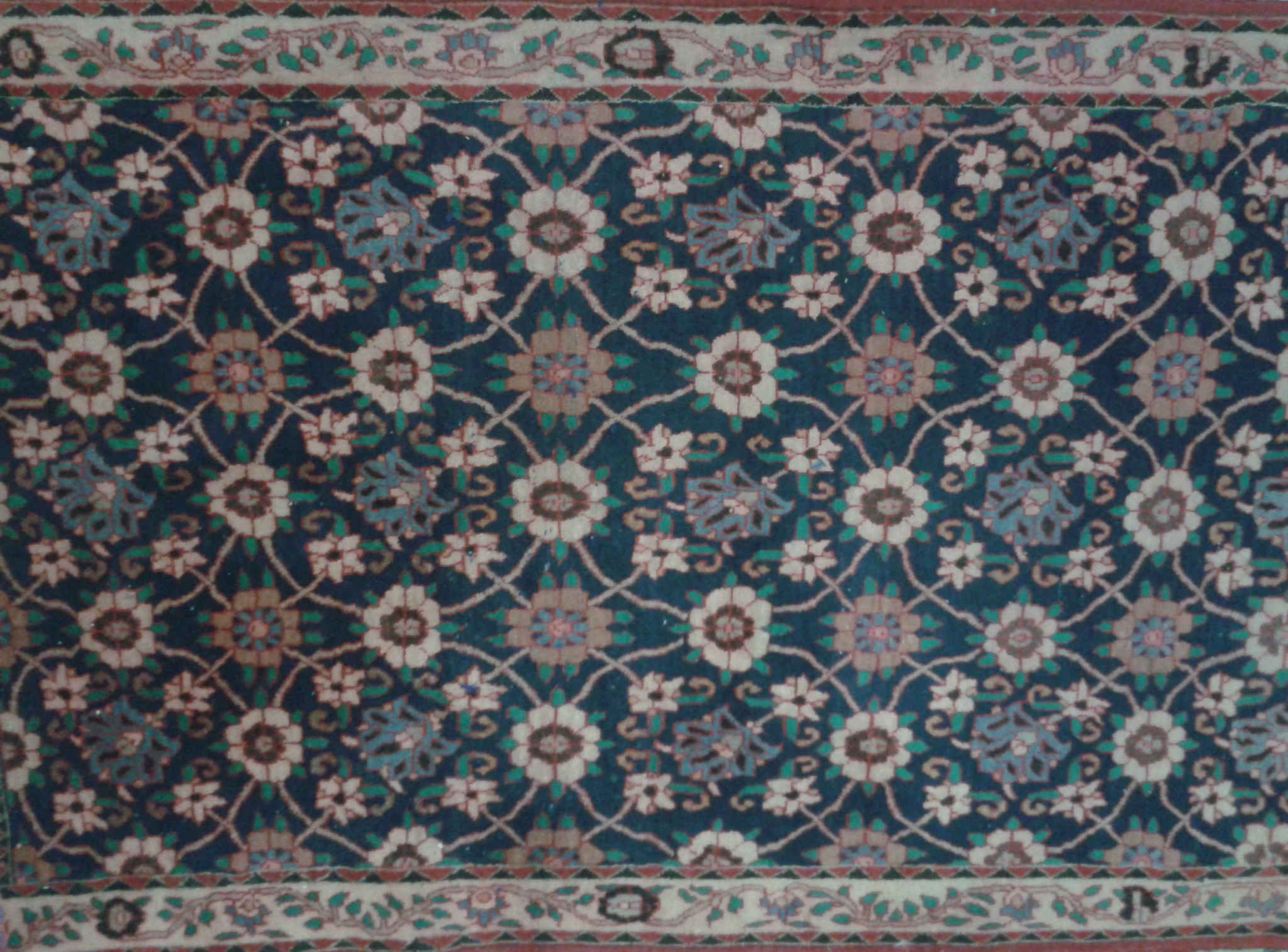
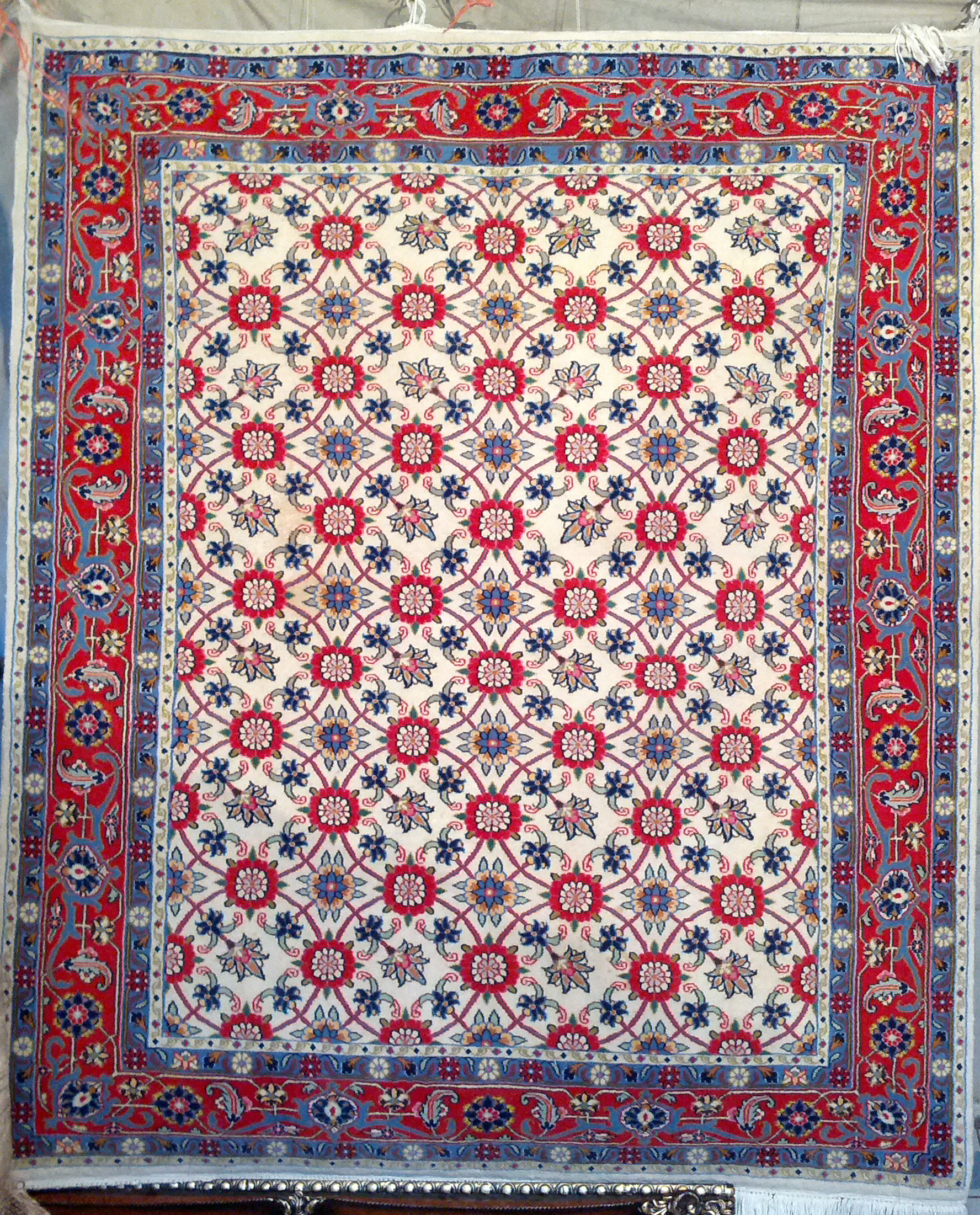
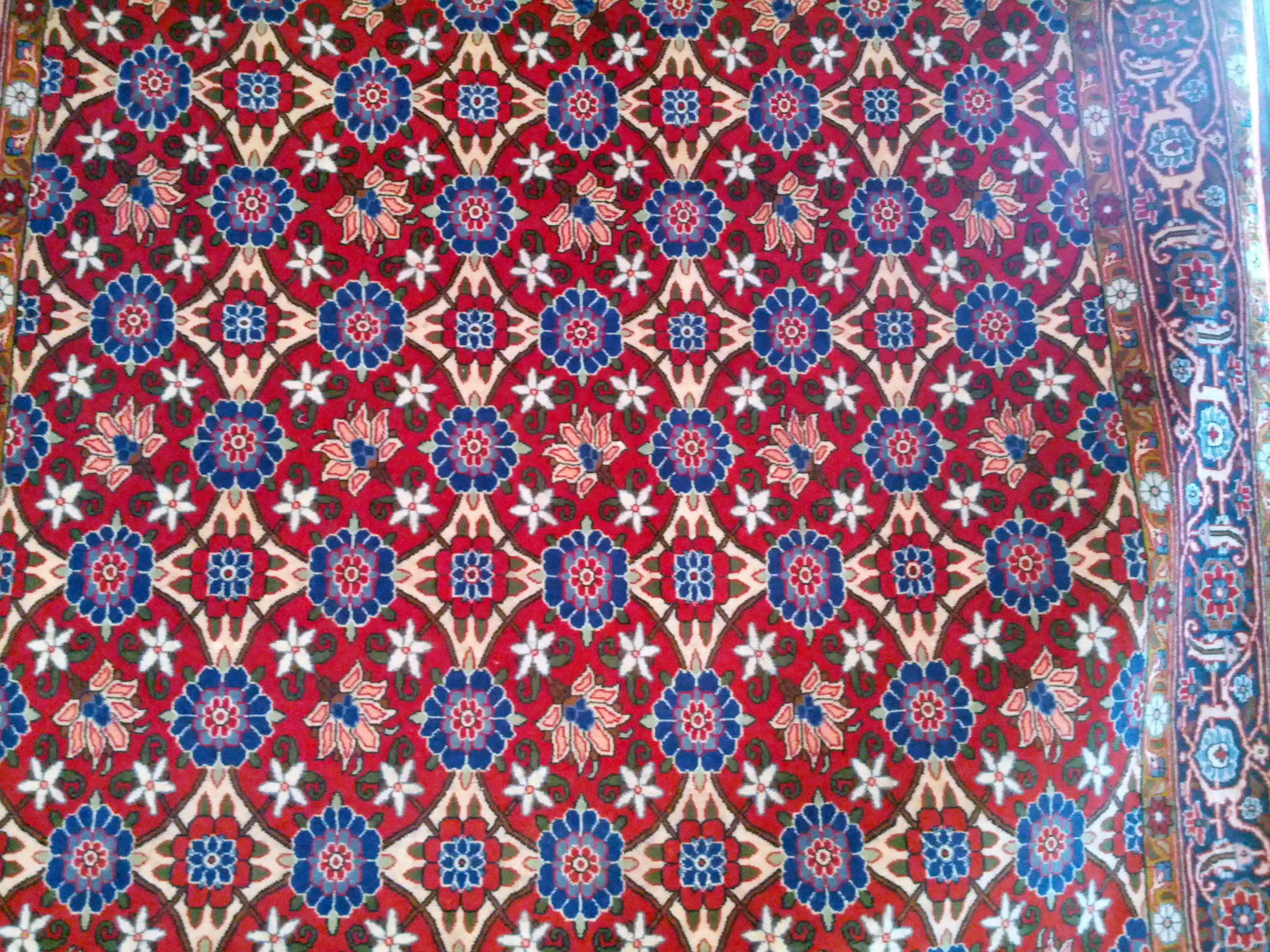
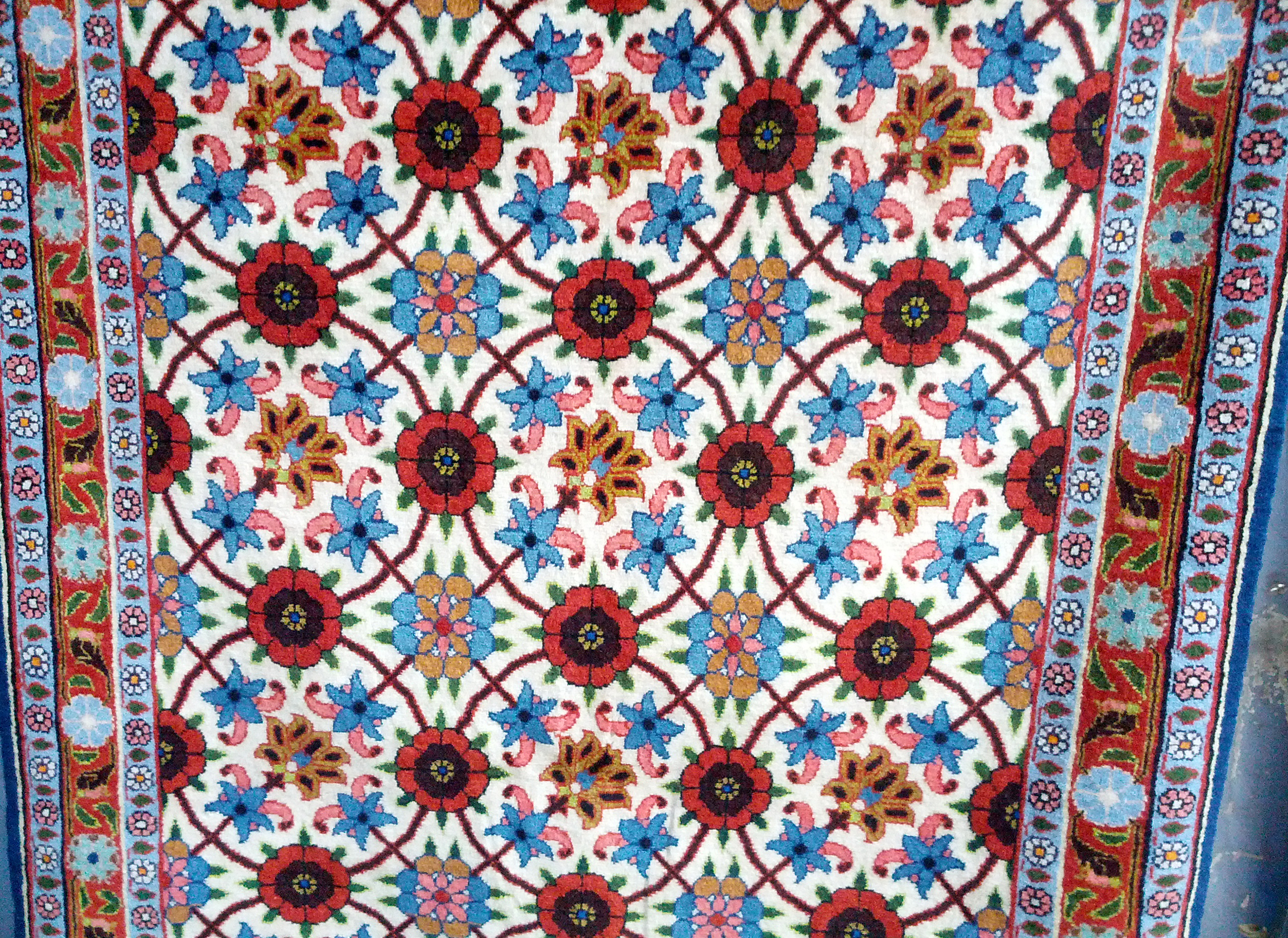
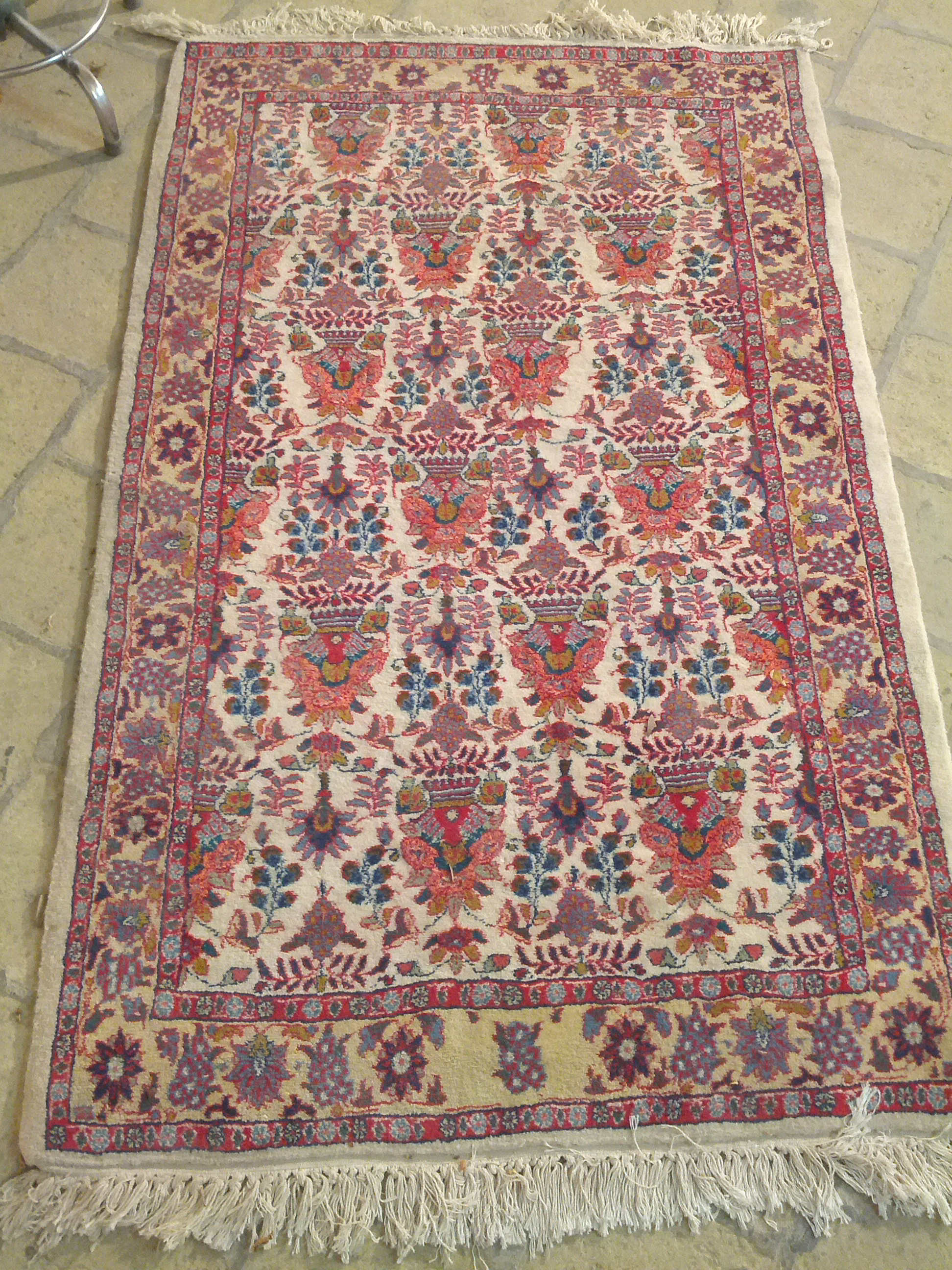
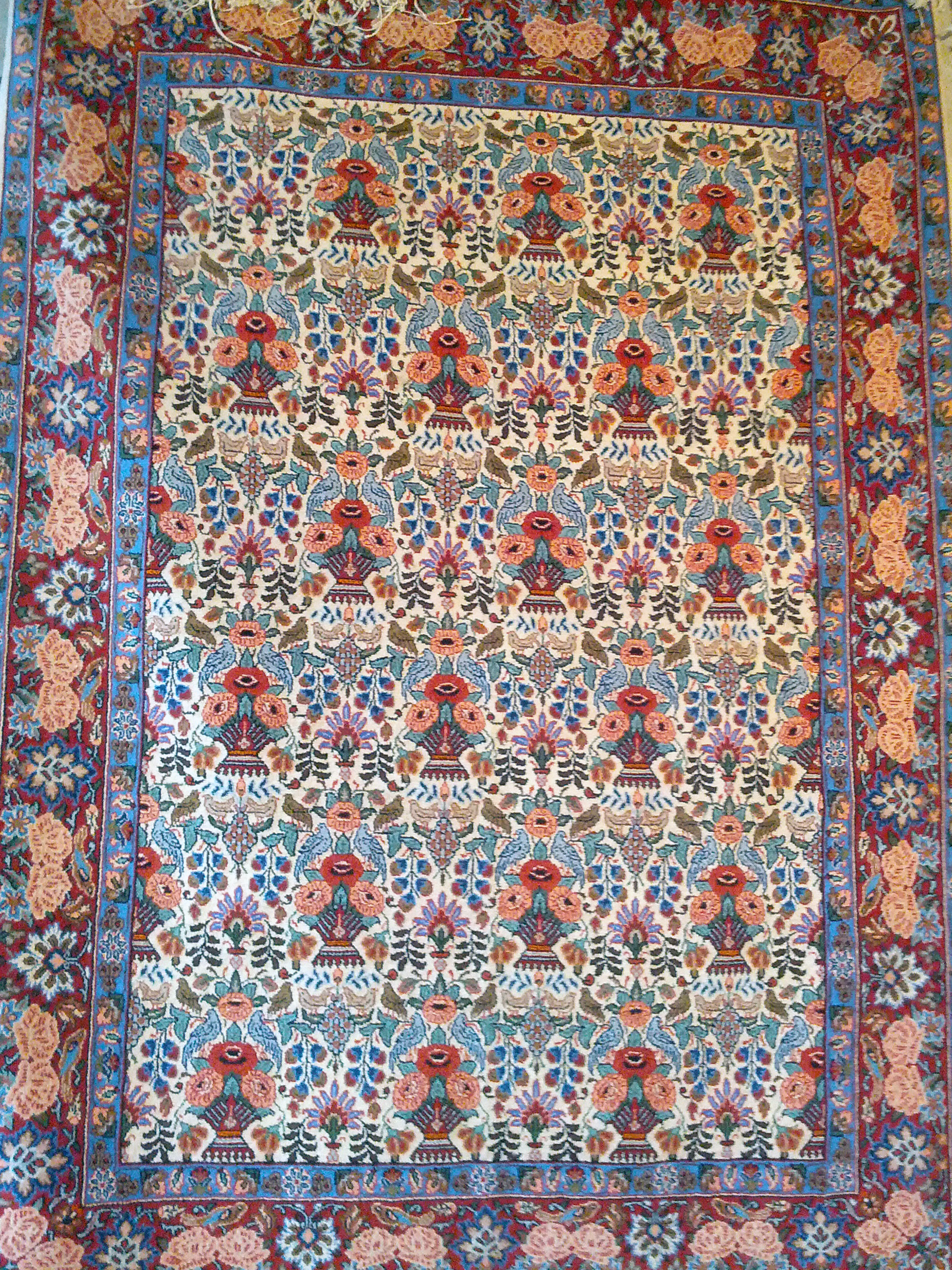
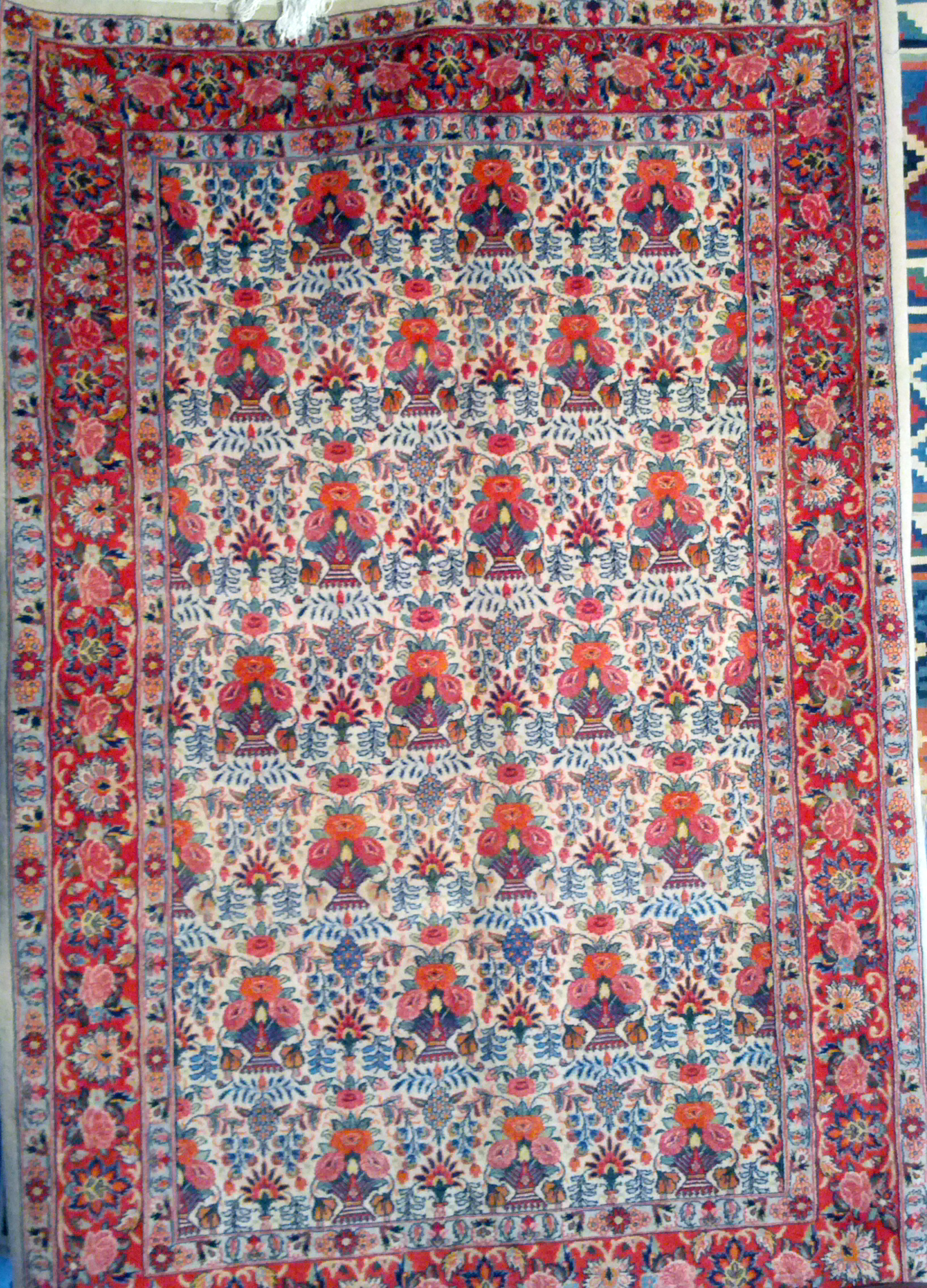
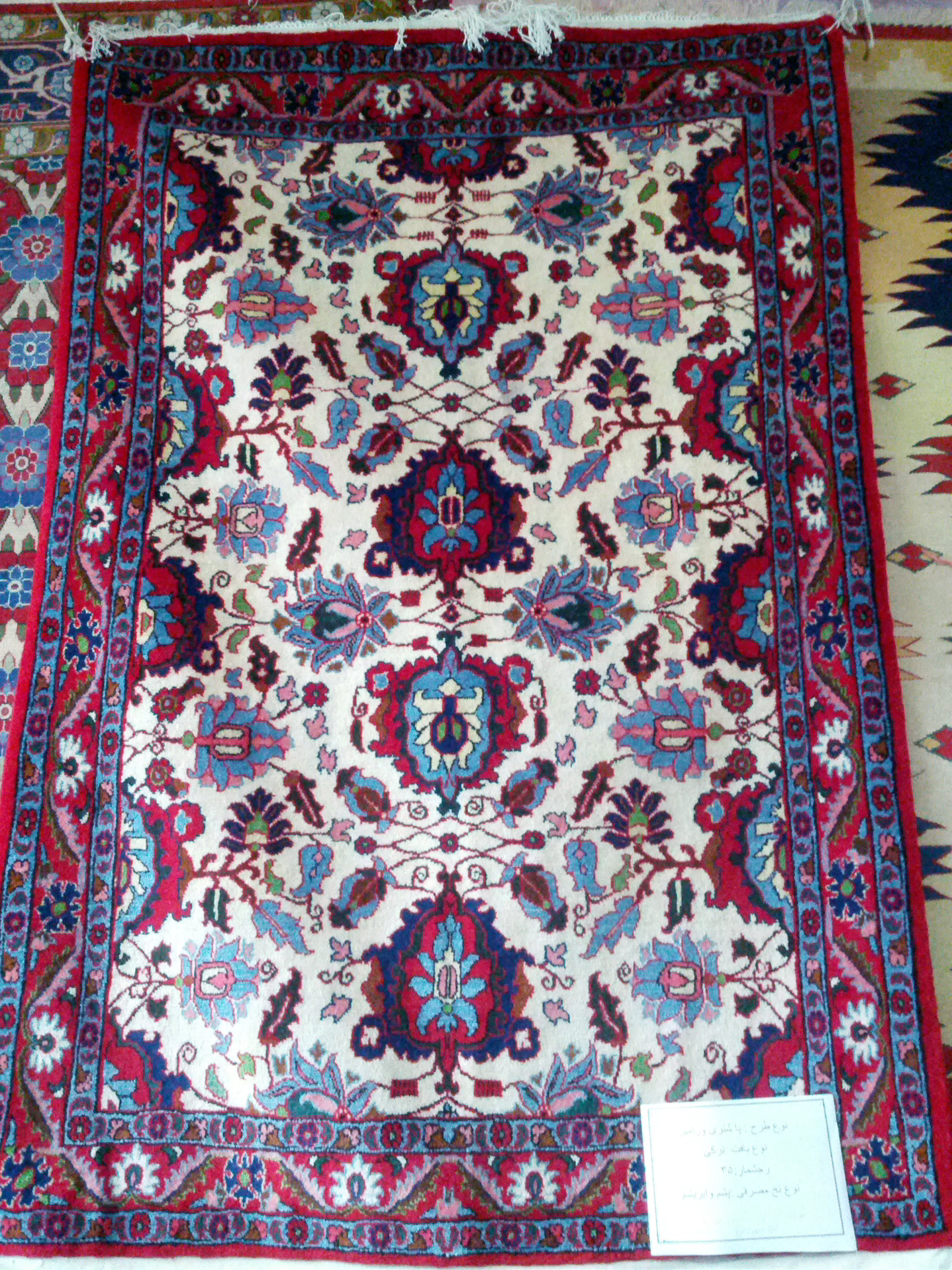
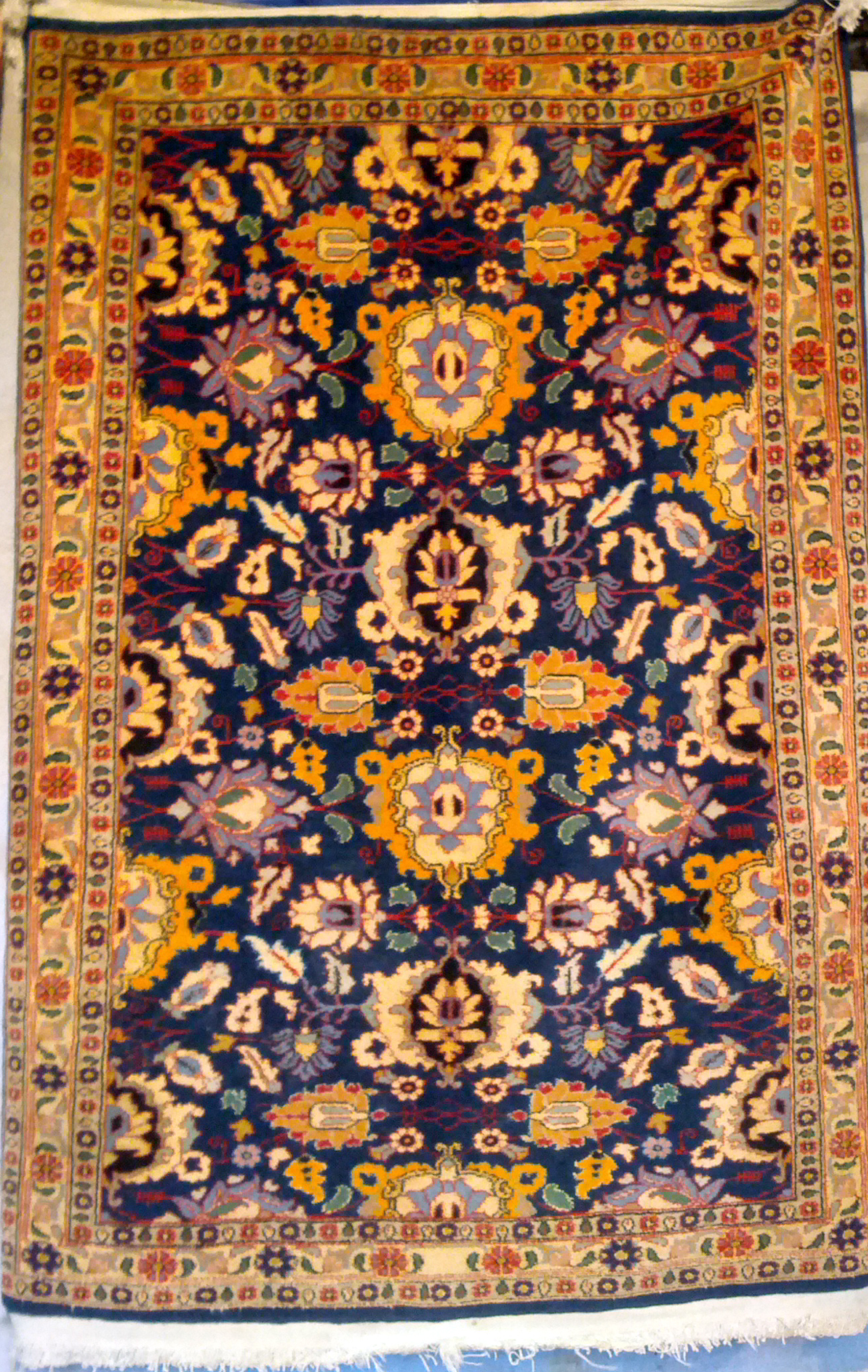

- Datos: Q429160
- Multimedia: Rugs and carpets of Varamin / Q429160